# Campionati mondiali di tiro a volo 1935
I campionati mondiali di tiro 1935 furono la quarta edizione dei campionati mondiali di questo sport e si disputarono a Bruxelles. La nazione più medagliata fu l'Ungheria.

## Risultati

### Uomini

#### Fossa olimpica
| Evento      | Oro                                                                | Oro       | Argento          | Argento   | Bronzo     | Bronzo    |
| Evento      | Atleta                                                             | Risultato | Atleta           | Risultato | Atleta     | Risultato |
| Individuale | Rudolf Sack                                                        | 281       | Sándor Lumniczer | 280       | Ludo Sheid | 276       |
| A squadre   | Ungheria Istvan Strassburger Pal Dora Sándor Lumniczer Sándor Dora | ?         | Belgio           | ?         | Germania   | ?         |

## Medagliere
Nazione ospitante
| Posiz. | Nazione  | Oro | Argento | Bronzo | Totale |
| ------ | -------- | --- | ------- | ------ | ------ |
| 1      | Ungheria | 1   | 1       | 0      | 2      |
| 2      | Germania | 1   | 0       | 1      | 2      |
| 3      | Belgio   | 0   | 1       | 1      | 2      |